# Franco Migliacci
Franco Migliacci (n. 28 octombrie 1930, Mantova, Lombardia, Regatul Italiei – d. 15 septembrie 2023, Roma, Italia) a fost un textier și actor italian.